# Fort Wayne
Fort Wayne é uma cidade dos Estados Unidos, sede do condado de Allen, no estado de Indiana, onde se forma o rio Maumee. Com mais de 263 mil habitantes, de acordo com o censo nacional de 2020, é a segunda cidade mais populosa do estado e a 83ª mais populosa do país.

## História
O nome de Fort Wayne deve-se a Anthony Wayne, do Exército Continental dos Estados Unidos, que construiu uma série de fortificações na área próxima da comunidade de Kekionga, a maior das povoações da tribo dos ameríndios Miami. Este povo estabeleceu-se na zona em meados do século XVII, e era aparentado com os Algonquianos. Os historiadores crêem que em 1676 religiosos franceses visitaram estas tribos no regresso de uma viagem de missão na zona do lago Michigan.
A fundação do povoado era geograficamente estratégica, já que os rios hoje chamados Maumee, Saint Joseph e Saint Mary convergem e isso era vital para o comércio e o transporte. 
Em 1790 o presidente George Washington ordenou ao seu exército conseguir o Indiana, e depois de batalhas perdidas frente aos Miami, numa terceira incursão conseguiu tomar o poder na zona. Depois disso o chefe Michikinikwa (Tartaruga Pequena) decidiu assinar a paz.
Em 1794 foi fundada a cidade, que foi incorporada em 1840. Grande parte da sua população compõe-se de desdencentes de imigrantes provenientes de Alemanha e Irlanda.

## Geografia
De acordo com o Departamento do Censo dos Estados Unidos, a cidade tem uma área de 287,4 km², dos quais 286,8 km² estão cobertos por terra e 0,5 km² (0,2%) por água.

## Demografia
Desde 1900, o crescimento populacional médio, a cada dez anos, é de 16,6%.

### Censo 2020
De acordo com o censo nacional de 2020, a sua população é de 263 886 habitantes e sua densidade populacional é de 920,0 hab/km². Seu crescimento populacional na última década foi de 4,0%, próximo do crescimento estadual de 4,7%. É a segunda cidade mais populosa de Indiana e a 83ª mais populosa dos Estados Unidos, perdendo nove posições em relação ao censo anterior.
Possui 115 860 residências que resulta em uma densidade de 403,9 residências/km² e um aumento de 2,0% em relação ao censo anterior. Deste total, 7,4% das unidades habitacionais estão desocupadas. A média de ocupação é de 2,5 pessoas por residência.

### Censo 2010
Segundo o censo nacional de 2010, a sua população era de 253 691 habitantes e sua densidade populacional de 884,1 hab/km². Era a 74ª mais populosa do país. Possuía 113 541 residências que resultava em uma densidade de 396,3 residências/km².

## Marcos históricos
O Registro Nacional de Lugares Históricos lista 62 marcos históricos em Fort Wayne, dos quais dois são Marcos Históricos Nacionais. O primeiro marco foi designado em 17 de janeiro de 1973 e o mais recente em 3 de março de 2021, o Distrito Histórico Driving Park-Seven States.

## Galeria
- Panorama do centro de Fort Wayne
- Fort Wayne, em 1868